# Pontificia Universidad Católica del Ecuador
La Pontificia Universidad Católica del Ecuador (PUCE) és un centre privat d'educació superior de l'Equador (les Illes Galápagos, situades uns 1.000 km a l'oest de la costa).
(PUCE), en Pichincha és una de les 22 províncies de l'Equador, situada al voltant de la capital del país, Quito. Pertany a la Companyia de Jesús i la seva creació fou autoritzada per decret del 8 d'agost de 1946, sota el govern de José María Velasco Ibarra, que autoritzà el funcionament d'universitats privades i inicià les seves classes aquell mateix any amb la carrera de dret.
Actualment, a més de diverses facultats, disposa de l'Estació Científica Yasuní de recerca biològica, a la selva amazònica, a prop del riu Napo i dels territoris dels huaorani. A més del campus central de Quito disposa de seus a Esmeraldas, Ibarra, Ambato i Manabí.
Una Universitat Catòlica és una universitat privada dirigida per l'Església Catòlica o per organitzacions catòliques, com els instituts religiosos. No són universitats eclesiàstiques perquè no formen part de l'estructura de l'Església Catòlica. Les que tenen vincles més estrets amb la Santa Seu s'anomenen específicament universitats pontifícies.

## Centre Cultural (Galeria d'art)

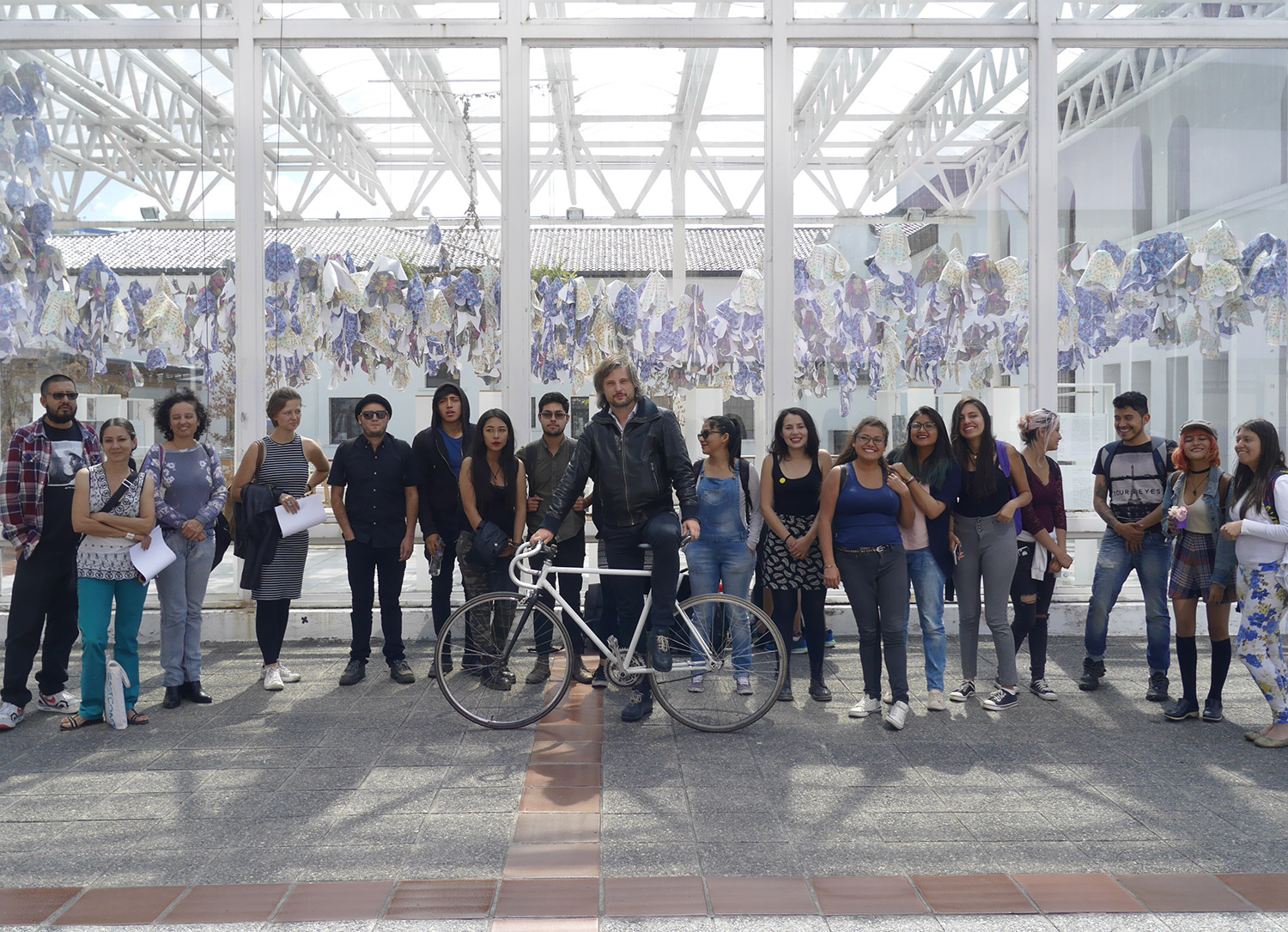
L'artista alemany Sebastian Bieniek amb els seus estudiants a la Pontifícia Universitat Catòlica de l'Equador, 2016

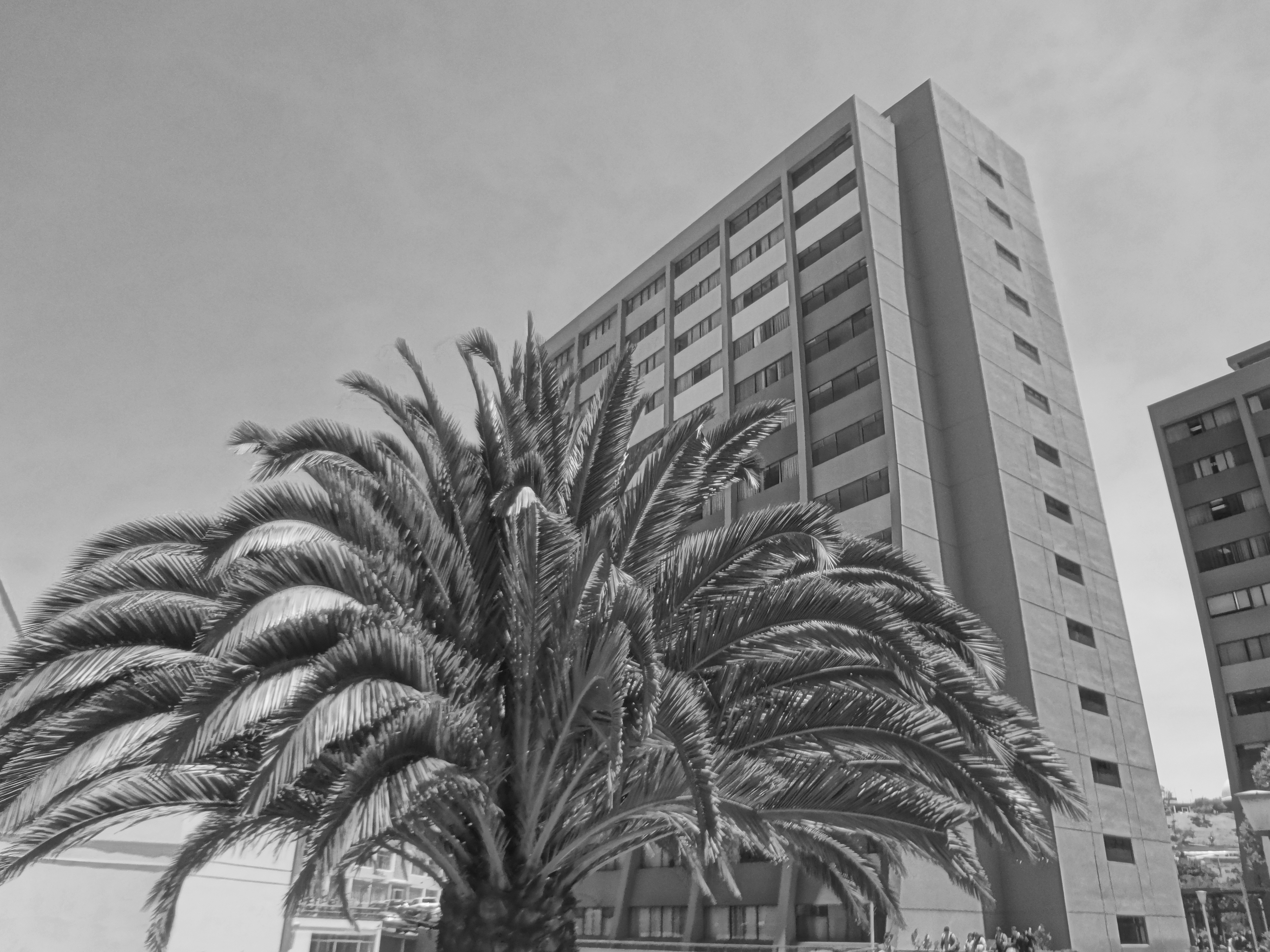
PUCE a Quito.

El Centro Cultural de la PUCE va ser fundada el 1997 i és al campus de P.U.C.E. El Centro Cultural de la PUCE va ser fundada el 1997 i és al campus de P.U.C.E.
Exposicions: d'Art modern, Art abstracte i Arts plàstiques, escultura, fotografia, gravat, Instal·lació constructiva, Propostes dins del: performance, videoart, happenings entre d'altres. Esdeveniments de cine, documental, curts. Congrés & Simpòsium per reunions d'acadèmics i científics. Molts tallers diferents Taller; Teatre, Música, Ballet, Dansa.

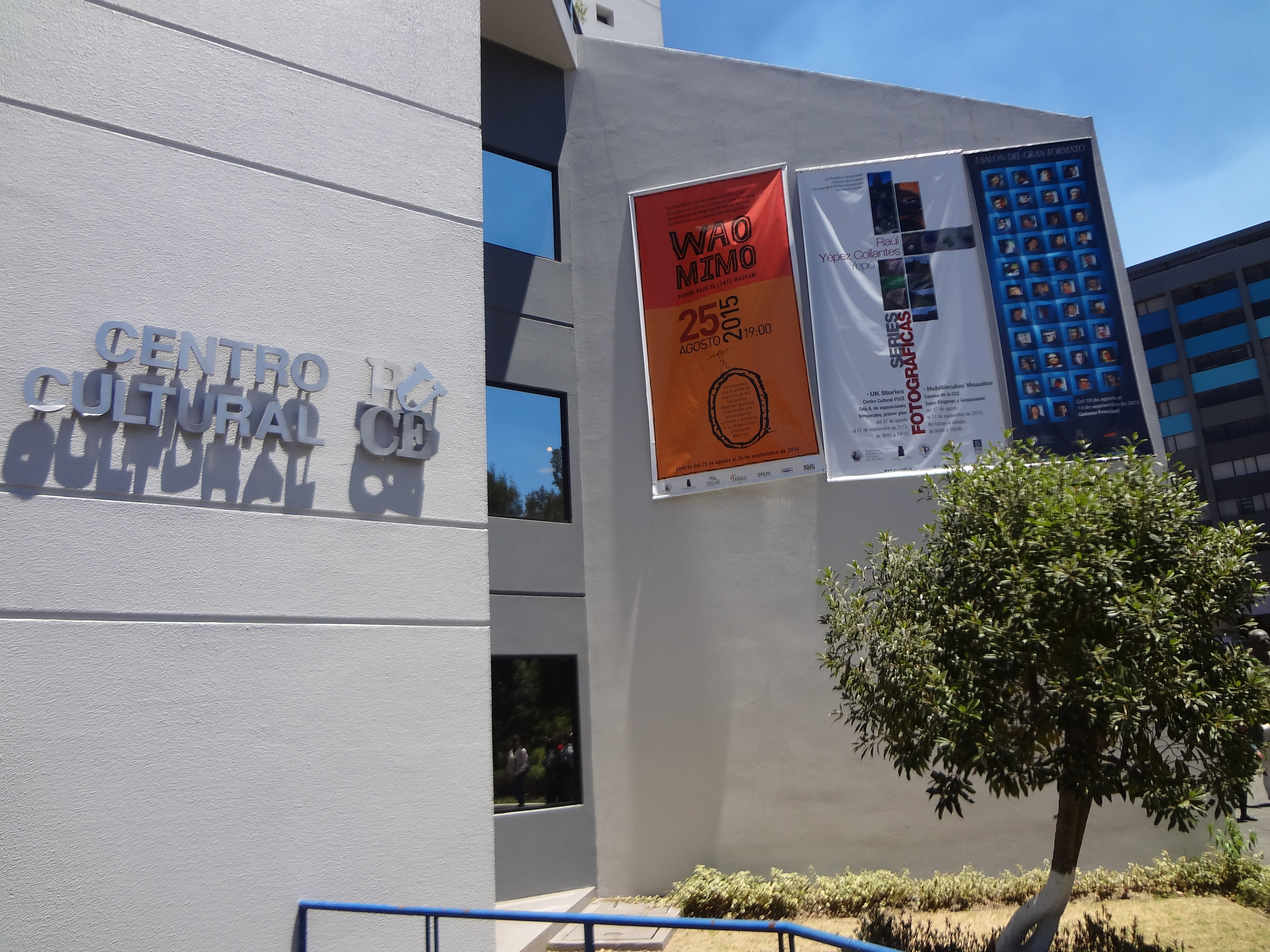
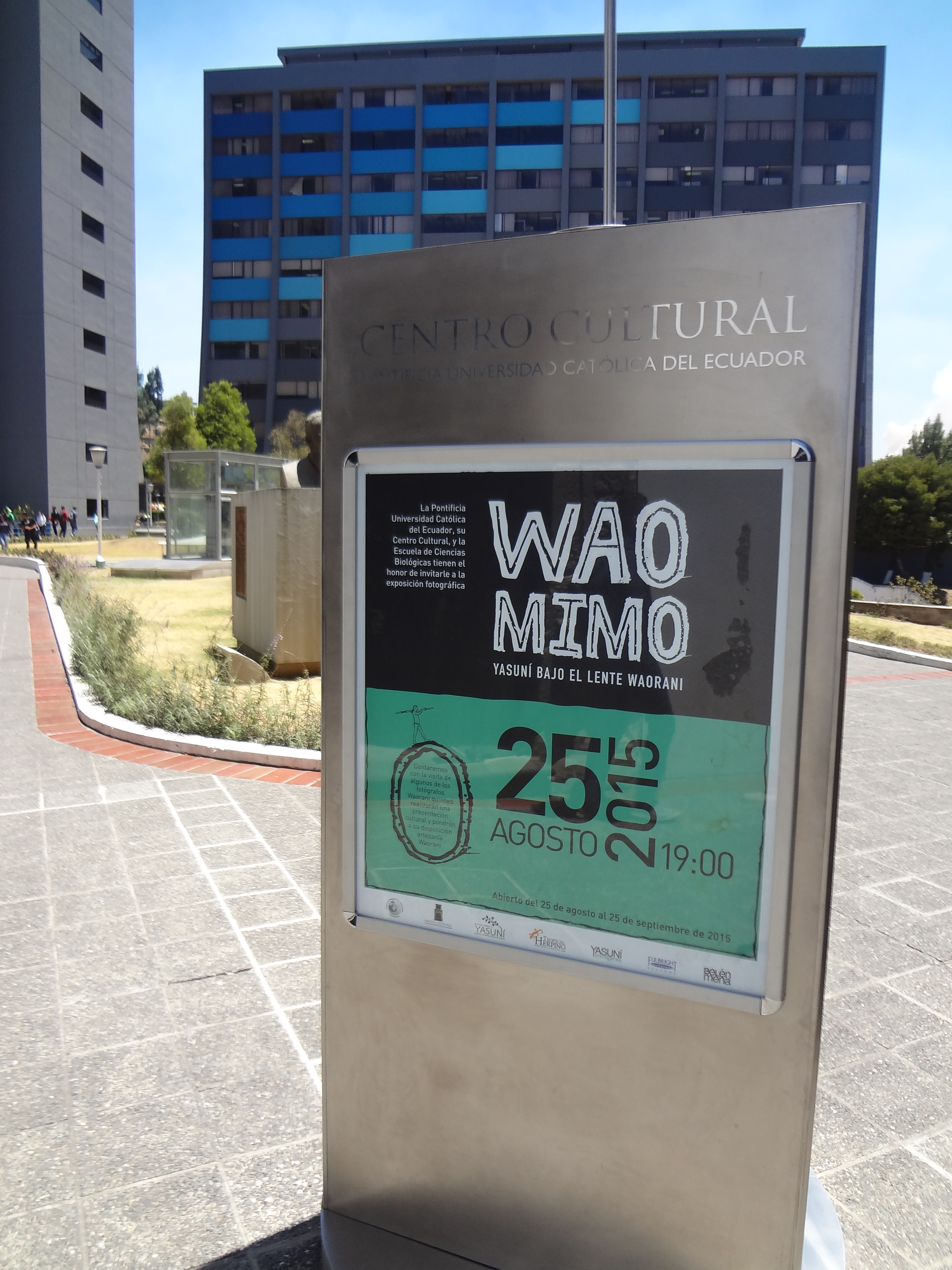
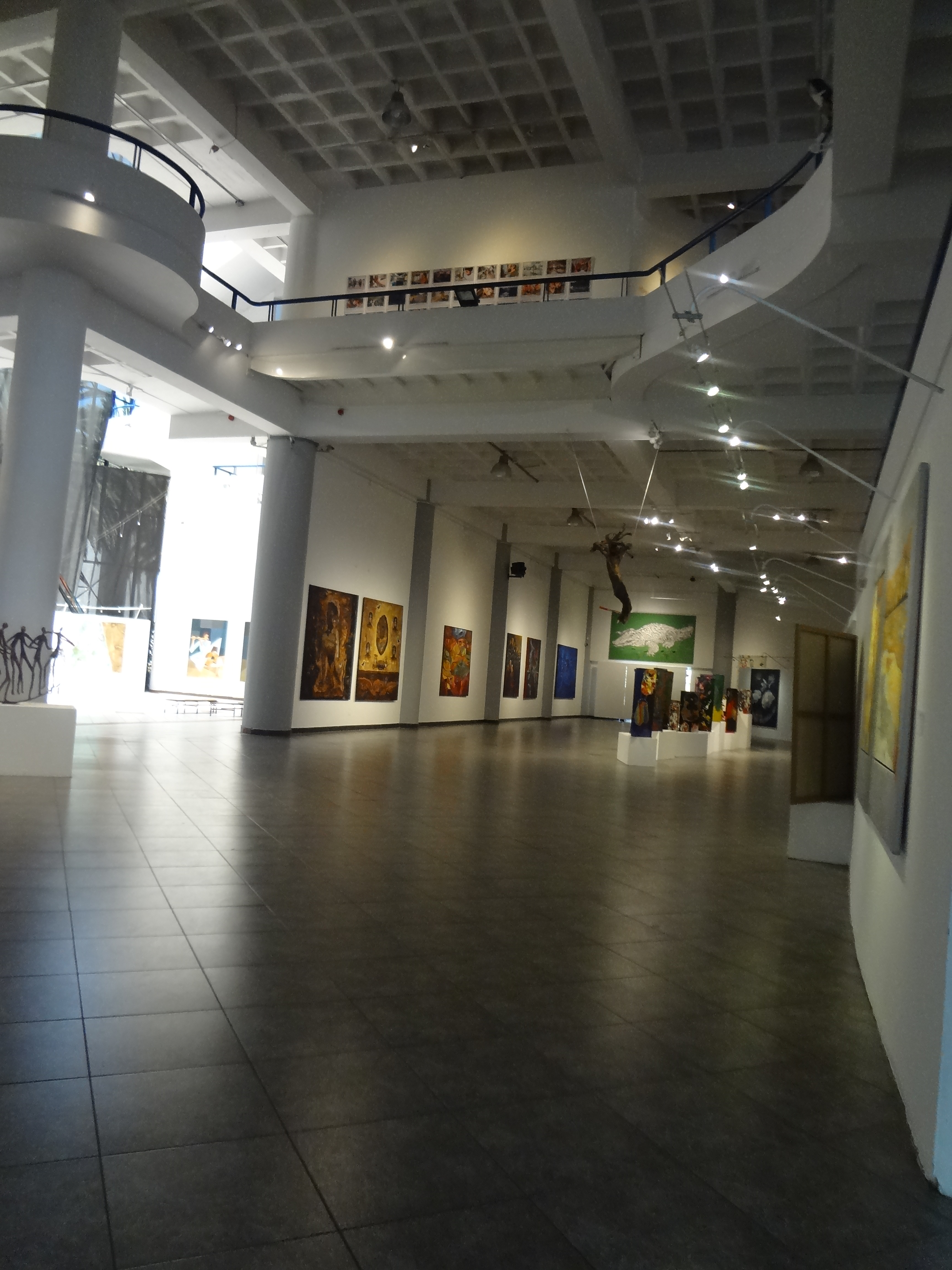
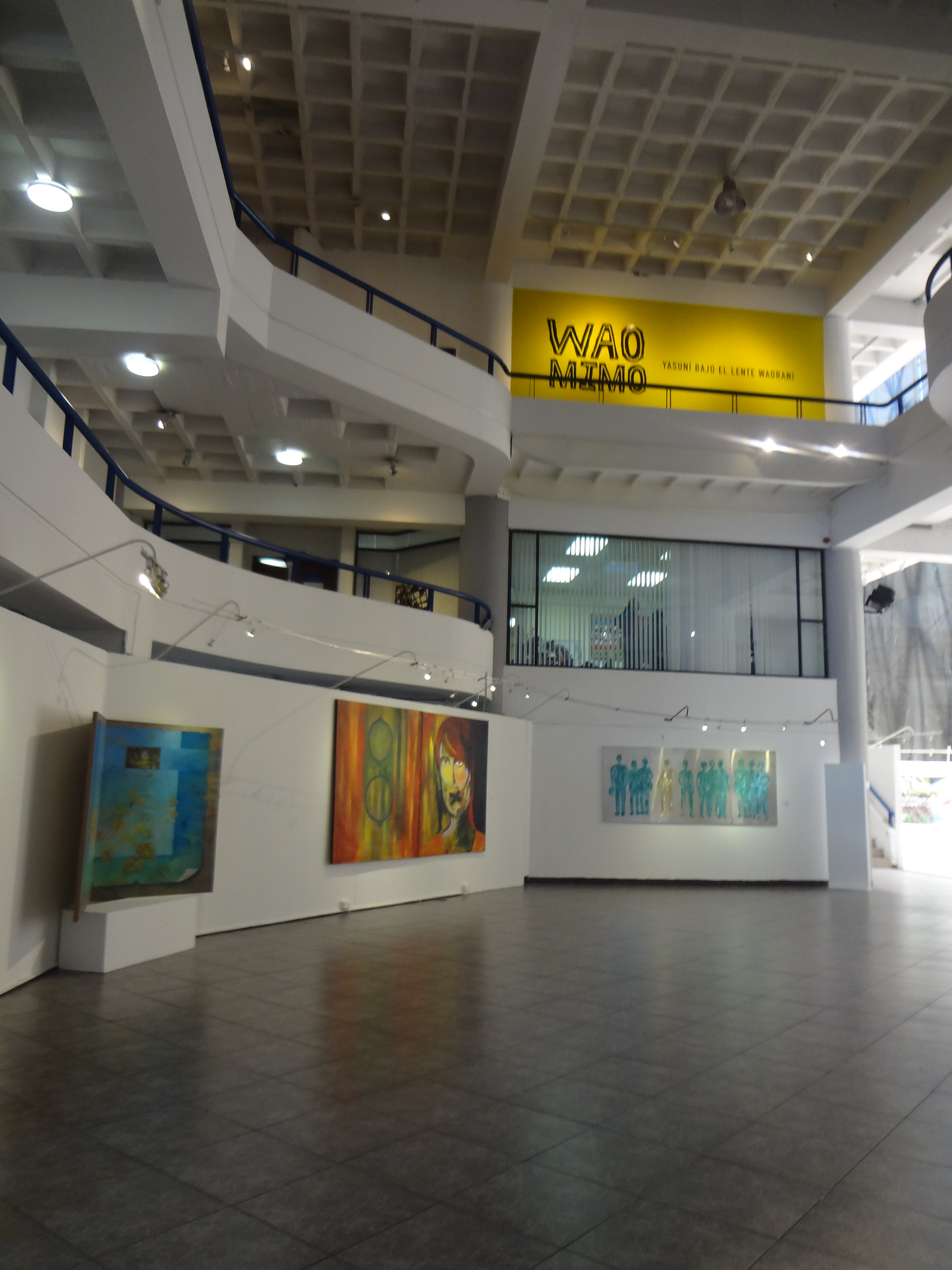
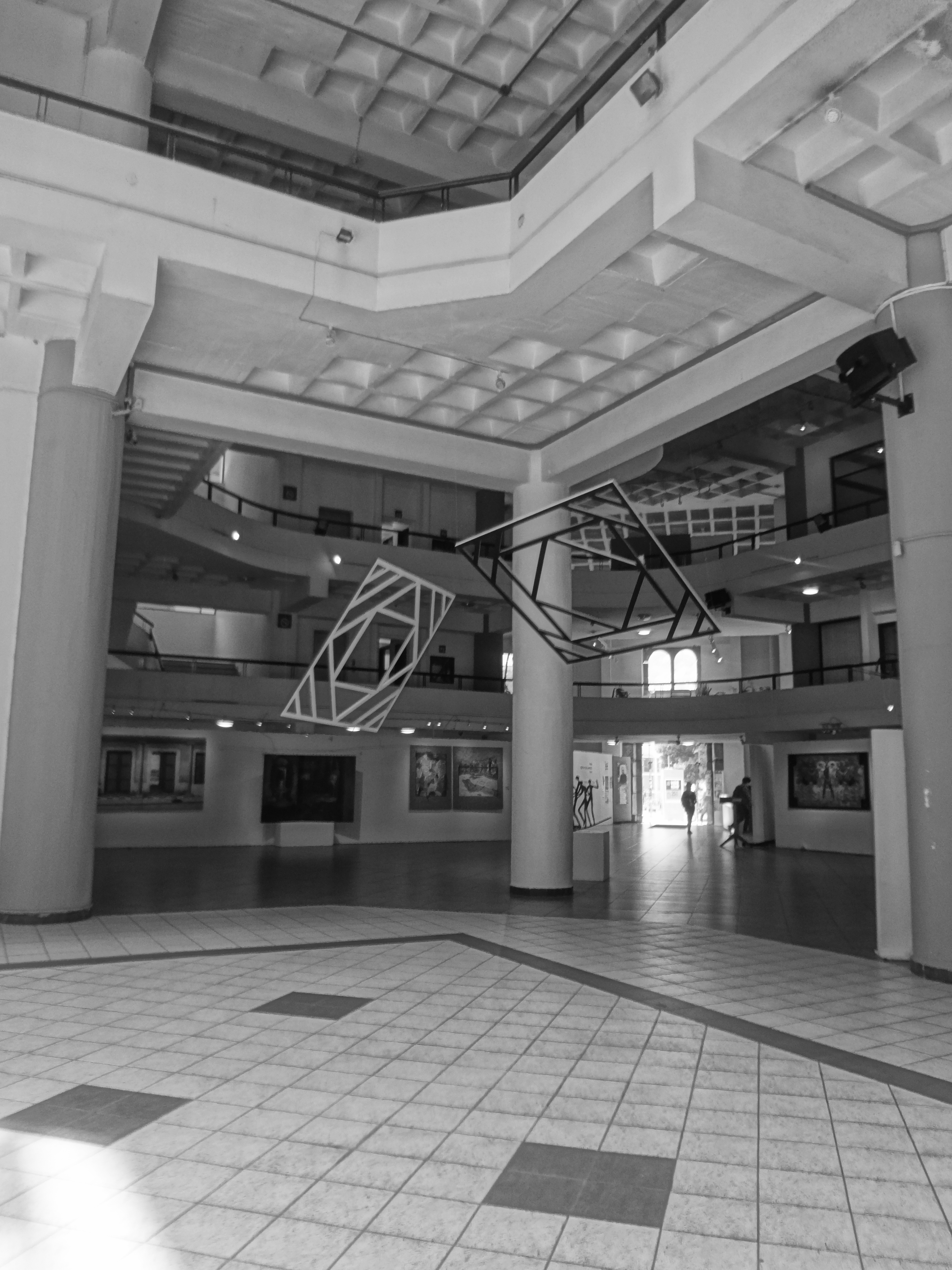

## Camps impartits
- Lingüística & Literatura, Facultat Universitària és una de les més antigues de Quito.[5]
- Enginyeria.
- Filosofia.
- Ciències econòmiques.
- Psicologia.

### Facultats en P.U.C.E
- Facultat La Bioquímica
- Facultat La Jurisprudència
- Facultat La Lingüística[6] & Literatura[7]
- Facultat La psicologia
- Facultat La Filosofia
- Facultat d'enginyeria
- Facultat La Ciències econòmiques

## Biblioteca

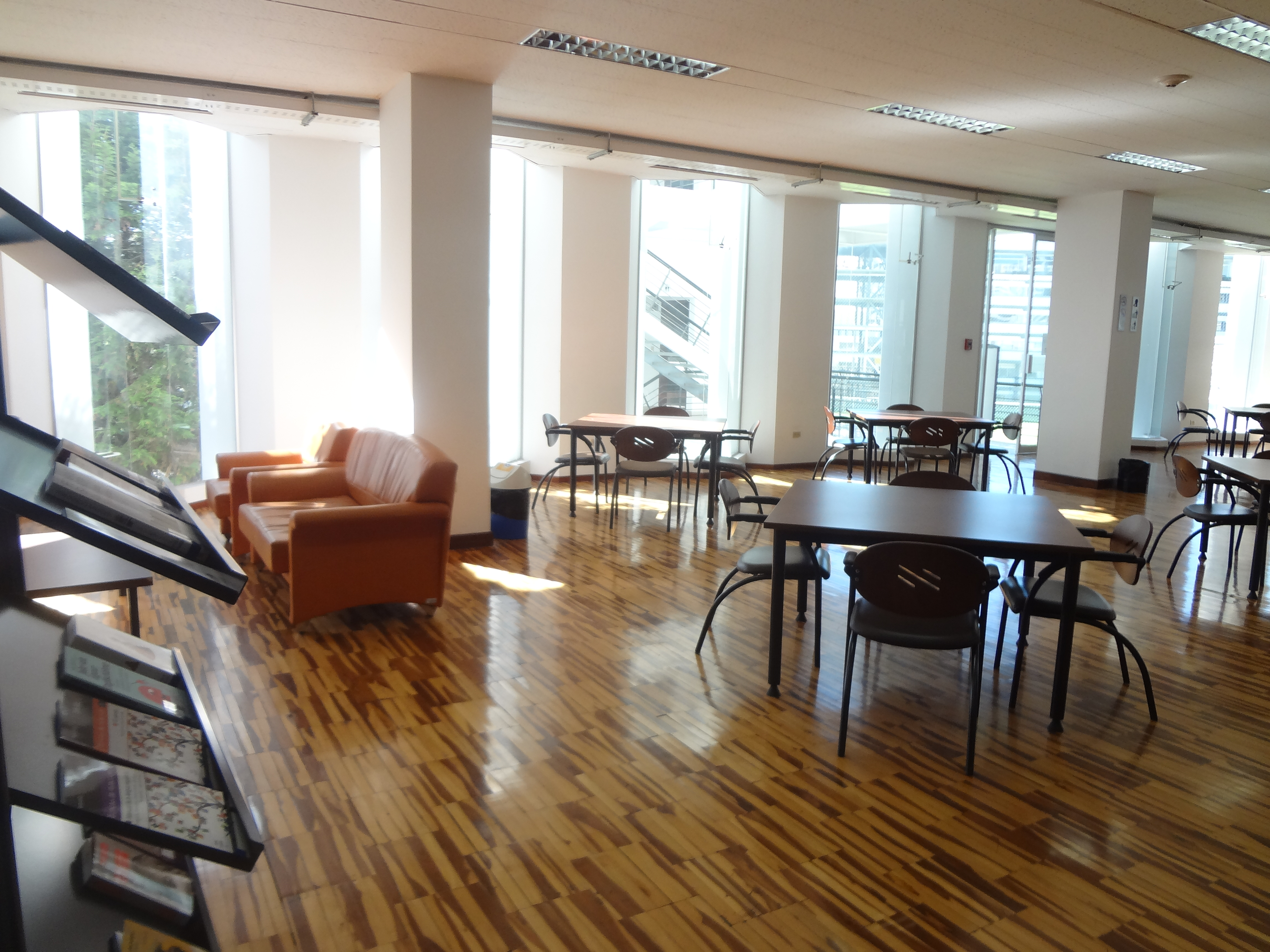
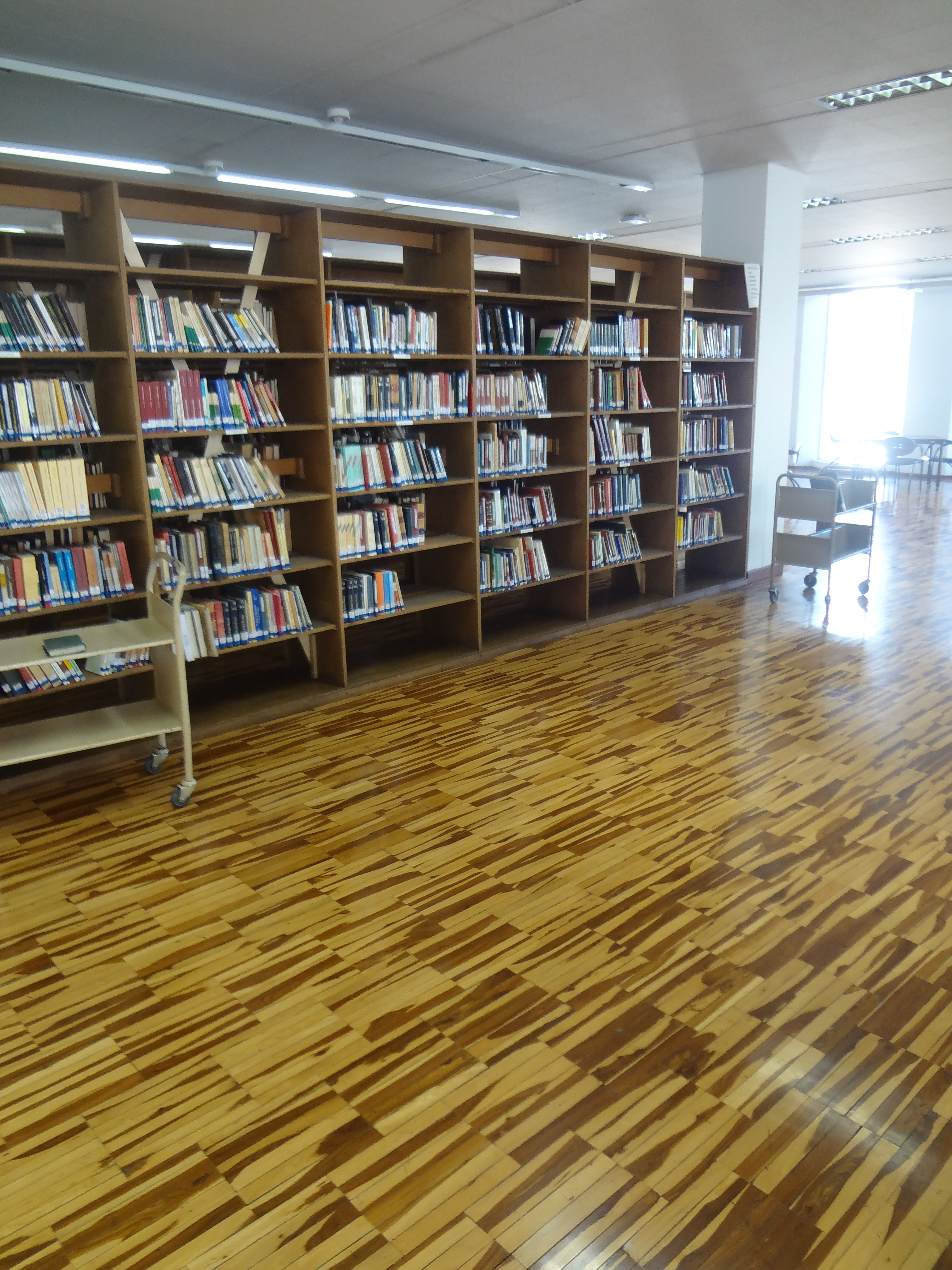
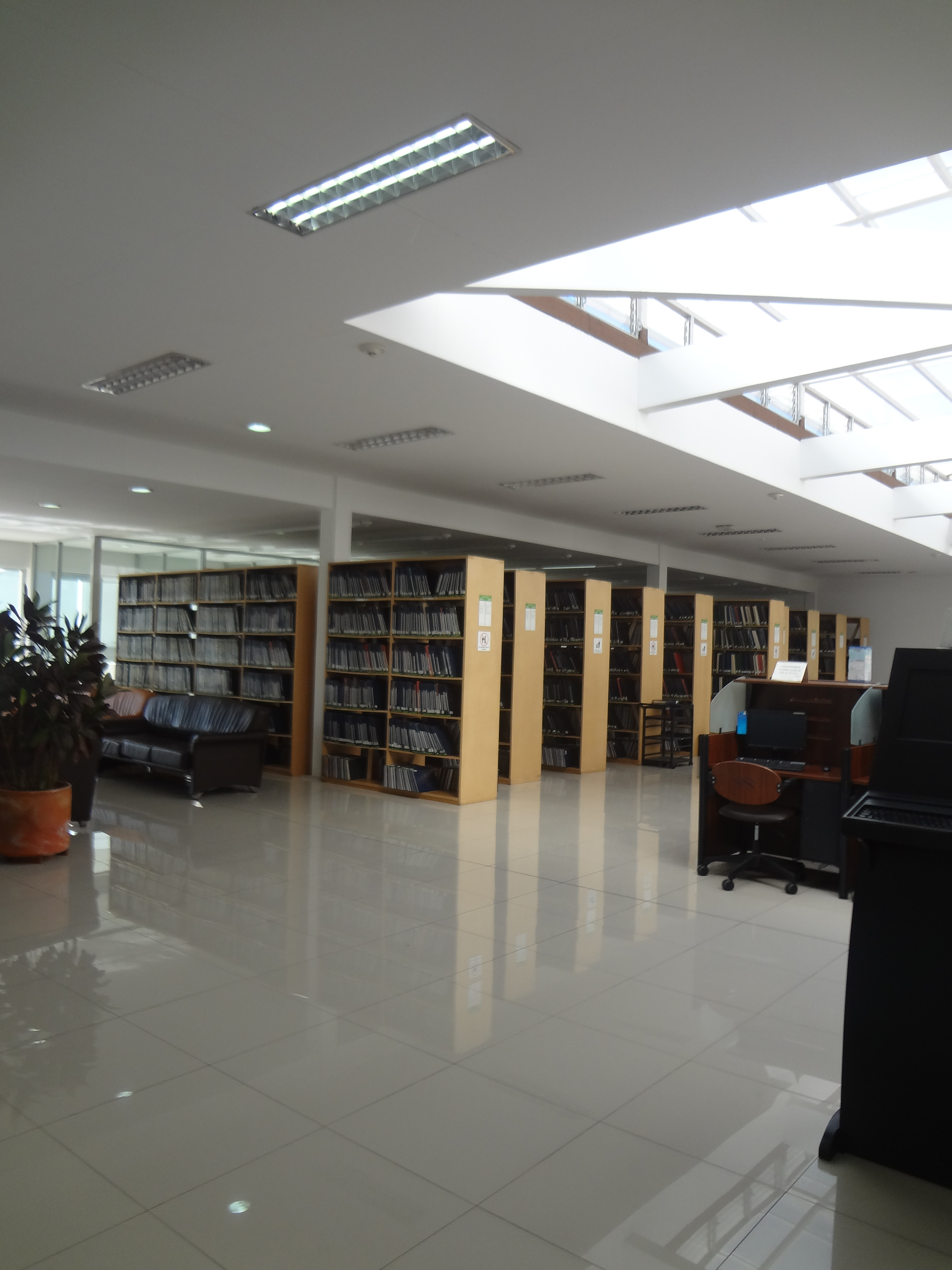
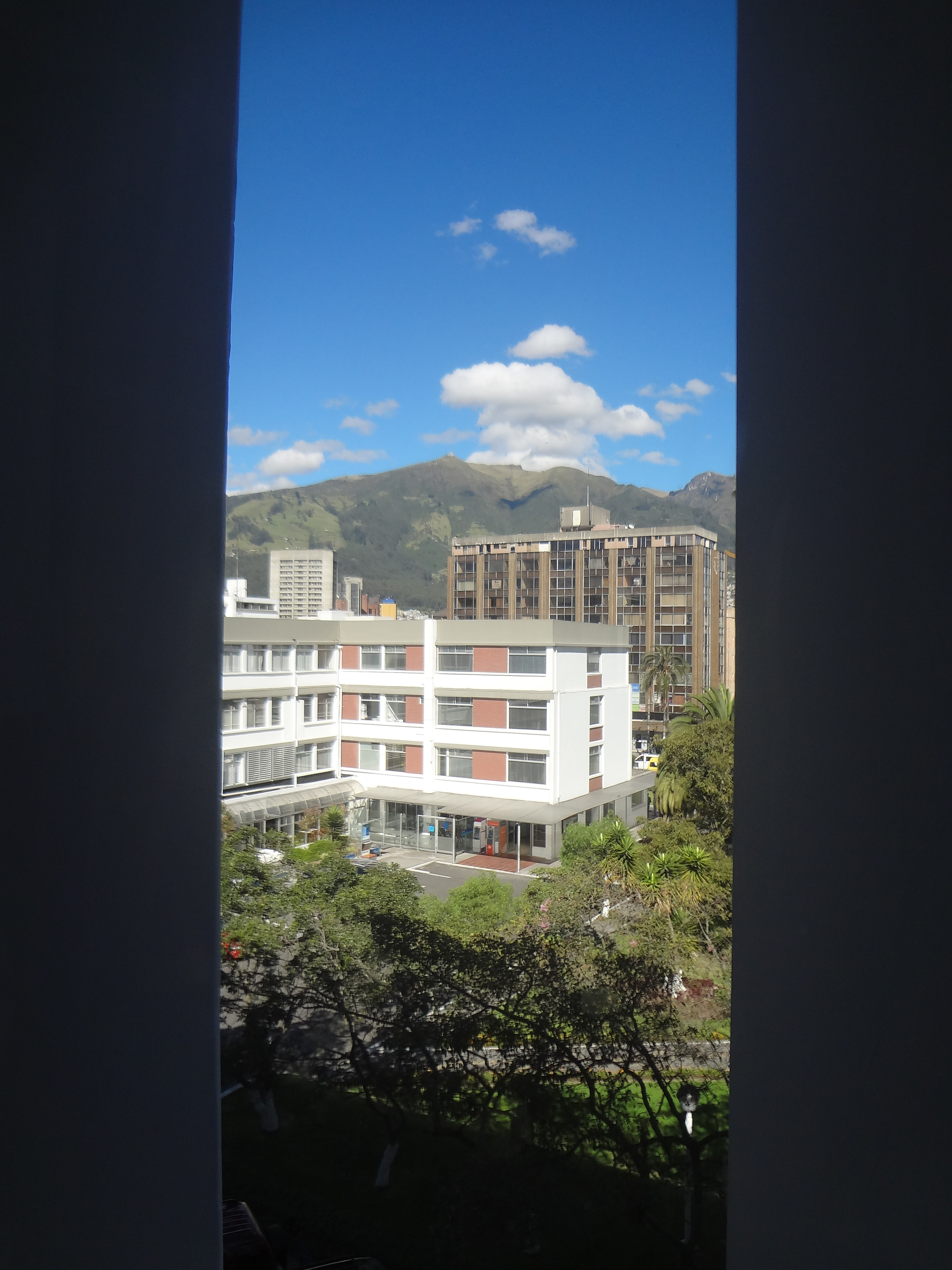

## Visita delPapa Francesc- 7 de juliol de 2015
Papa Francesc - Juliol 7, 2015 - Pontificia Universidad Católica del Ecuador

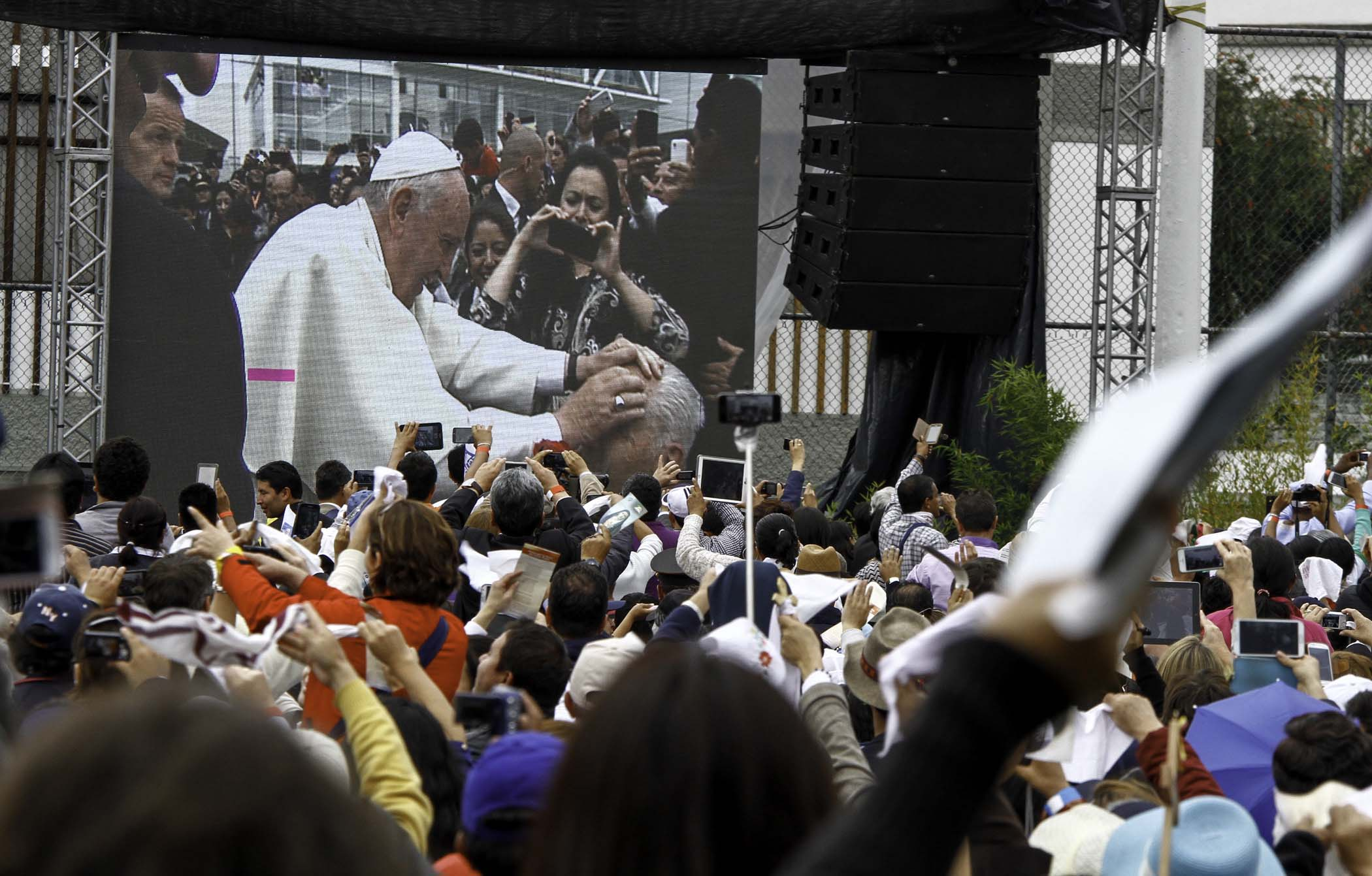
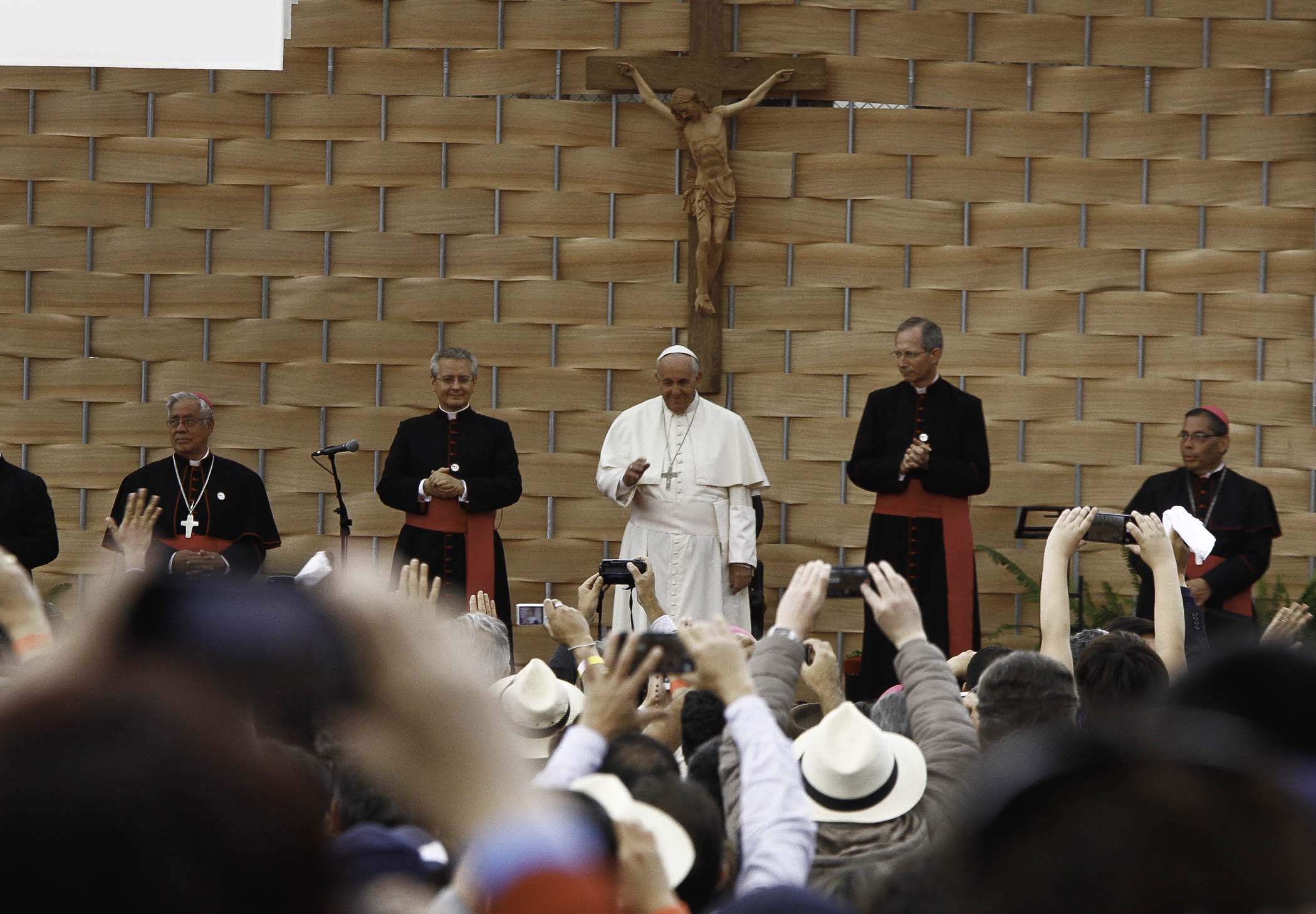
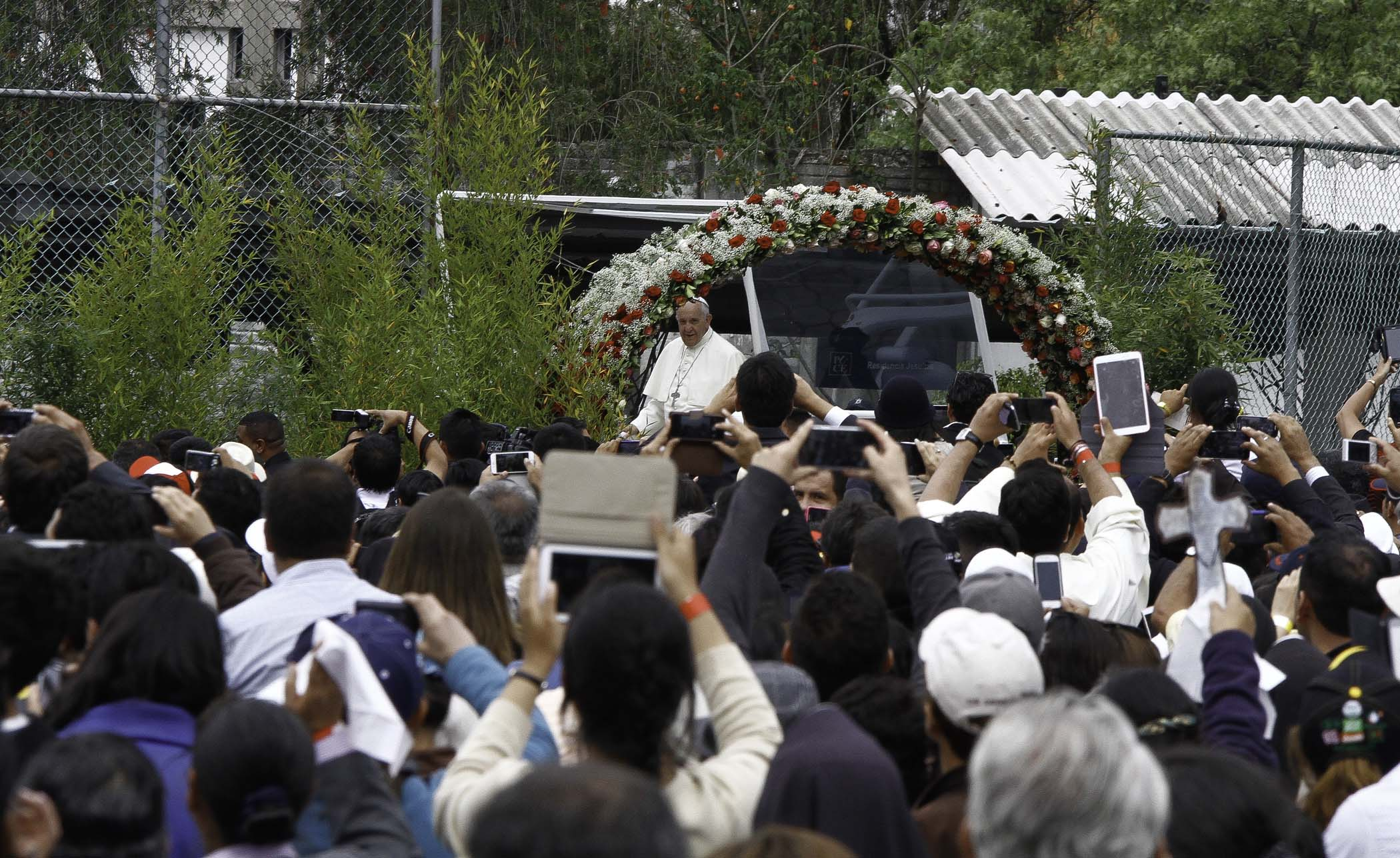
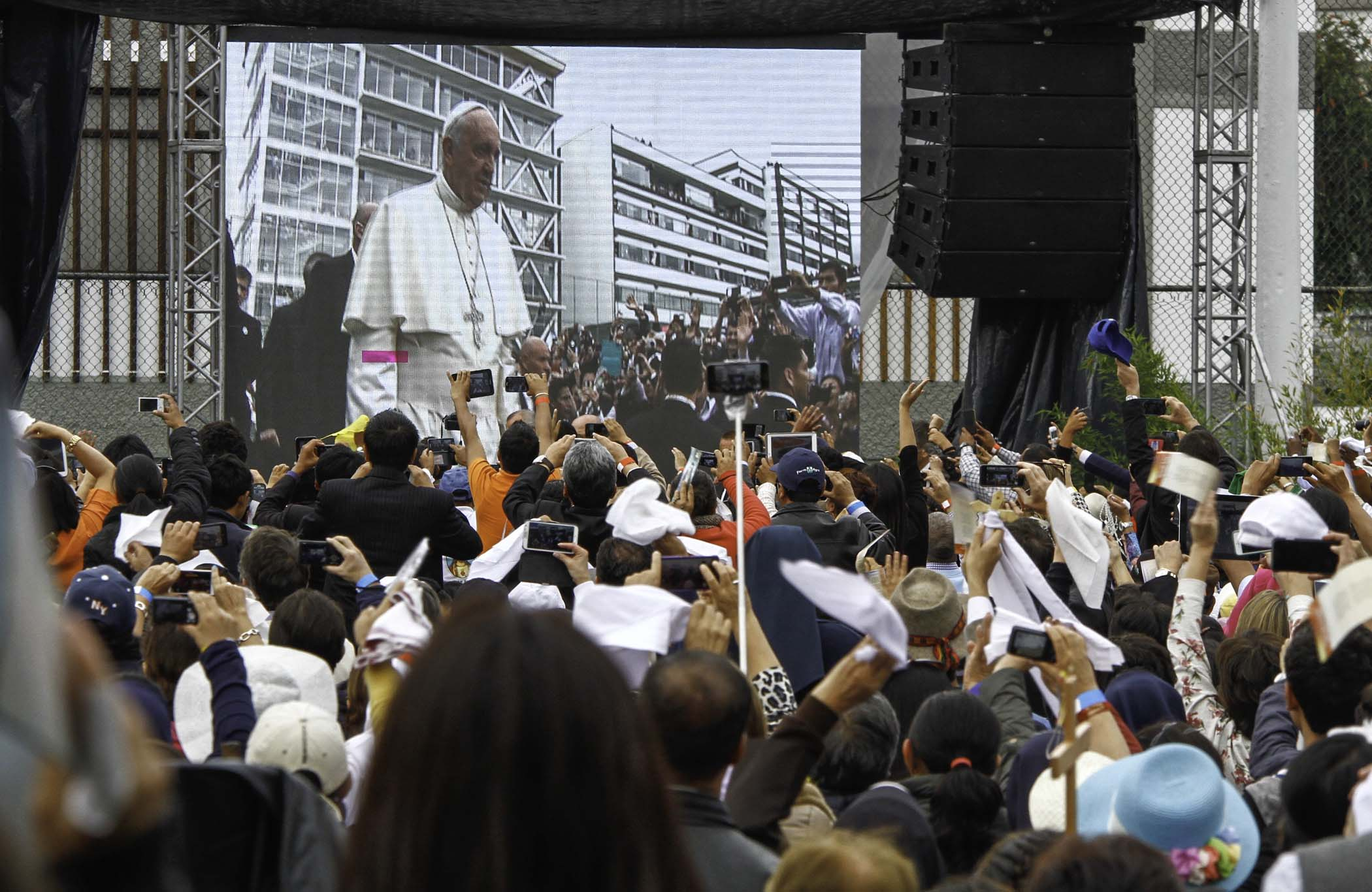
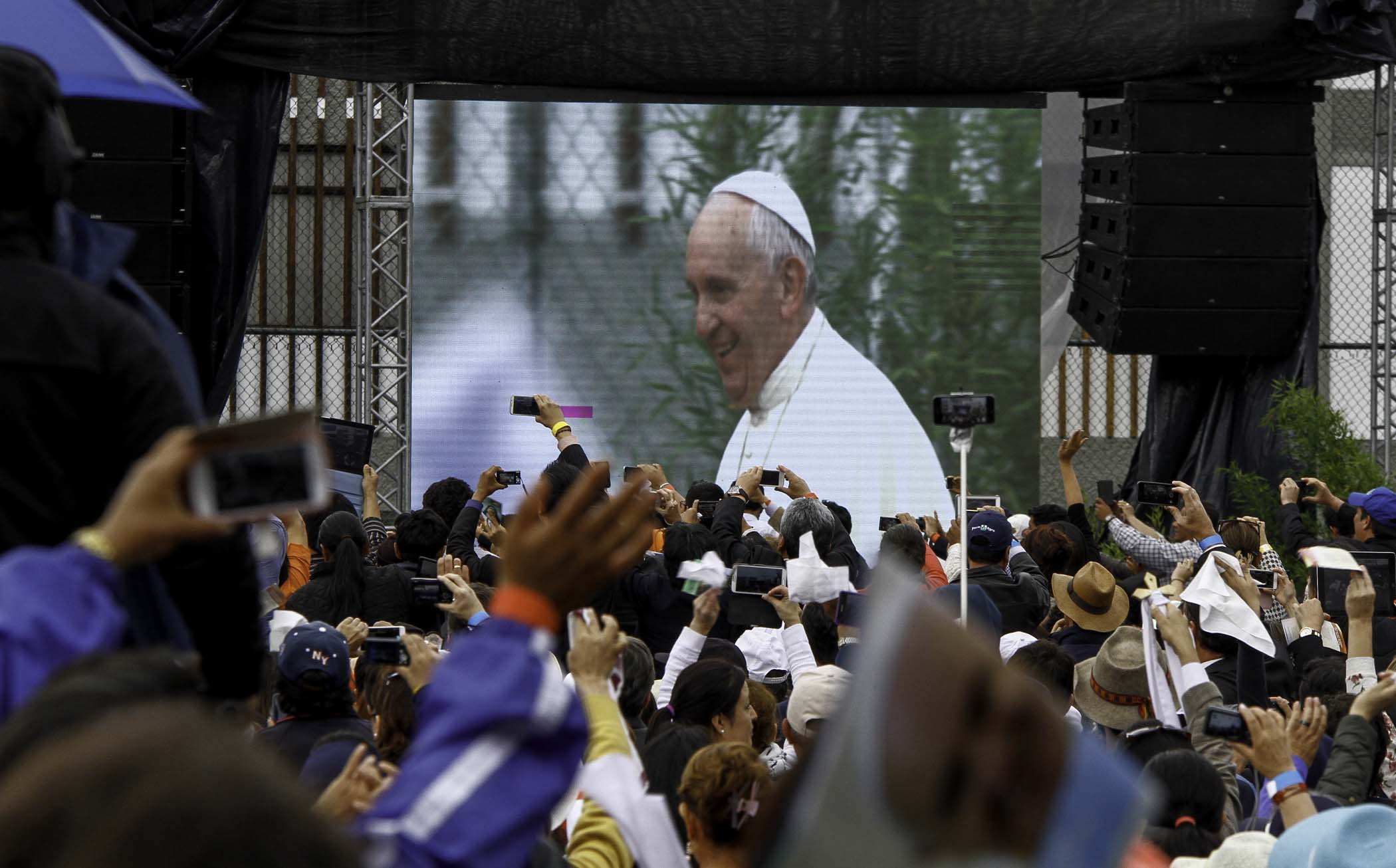